# Milwaukee Brewers
Los Milwaukee Brewers (en español, Cerveceros de Milwaukee) son un equipo profesional de béisbol de los Estados Unidos con sede en Milwaukee, Wisconsin. Compiten en la División Central de la Liga Nacional (NL) de las Grandes Ligas de Béisbol (MLB) y disputan sus partidos como locales en el Miller Park.
El equipo fue fundado en 1969 en Seattle con el nombre de Seattle Pilots como franquicia de expansión de la Liga Americana (AL). Un año más tarde dejaron el estado de Washington y se mudaron a Milwaukee, donde adoptaron la denominación de Brewers en homenaje a la industria cervecera de la ciudad. En 1998 se unieron a la Liga Nacional, lo que hace de los Brewers uno de los dos únicos equipos que ha jugado en las dos ligas de la MLB.
A lo largo de su historia los Milwaukee Brewers han ganado un total de seis títulos de división y un banderín de la AL.

## Historia
Originalmente fue un equipo de expansión en 1969, con sede en Seattle, Washington como los Pilotos de Seattle. El club jugó sola una temporada antes de declararse en bancarrota y adquirido en la corte por Bud Selig, hoy alto comisionado de las Ligas Mayores y cambiando su sede a Milwaukee. Los Cerveceros fueron parte de la Liga Americana desde su creación, siguiendo jugando de 1969 hasta la temporada de 1997, cuando el equipo se cambió a la Liga Nacional en la División Central. Milwaukee ya había estado antes en la Liga Nacional cuando el equipo era los Bravos de Milwaukee de 1954 hasta 1965.
En 1982, Milwaukee ganó la División Este de la Liga Americana y el título de la Liga Americana, jugando hasta ahora su única Serie Mundial, la cual perdió ante los Cardenales de San Luis cuatro juegos a tres.
Muchos fanáticos del béisbol, encontraron la Serie Mundial de 1982 refrescante, porque no incluía a los Yankees ni a los Dodgers. En cambio fue un enfrentamiento solo del centro oeste entre un hombre llamado Bud (Selig, dueño de los Cerveceros de Milwaukee) y otro caballero que fabrica Bud (August Busch, propietario de los Cardenales de San Luis). Busch para la fecha era fabricante de la cerveza Budweiser, cuya palabra de venta en la publicidad ha sido "Bud" durante muchos años. Algo más en el corazón de la Serie era que se enfrentaban dos ciudades cerveceras cuyas marcas han competido durante décadas con furia de toros de casta. Milwaukee es la casa de la marca Miller.
Los Cerveceros de Milwaukee estaban formados por Mike Caldwell, Ted Simmons, Bruce Sutter, Pete Vucovich, Cecil Cooper, Jim Slaton, Robin Yount, Benjamín Oglivie, Jim Gatner, Edgardo Romero, Paul Molitor, Bob McClure, Pete Ladd, Gorman Thomas, Jim Slaton, Moose Haas, Don Sutton, siendo dirigidor por el mánager Harvey Kuenn.
Los Cardenales estaban integrados por Joaquín Andújar, Dave Lapoint, Jim Kaat, Doug Bair, John Stuper, Bruce Sutter, Willie "El Venado" McGee, Keith Hernández, Darrell Porter, Steve Brown, Jeff Lahti, Bob Forsch, George Hendrick. dirigidos por Whithey (La Rata Blanca) Herzog.
La Serie Mundial se realizó del 12 al 20 de octubre de 1982, en la siguiente forma: Juegos uno, dos, seis y siete en el Busch Stadium de los Cardenales. los juegos tres, cuatro y cinco en el County Stadium de los Cerveceros. La Serie Mundial fue ganada por los Cardenales de San Luis cuatro juegos a tres.
En el 2008, por primera vez desde hacía 26 años de su aparición en la Serie Mundial, los Cerveceros jugaron la postemporada al ganar el wild card (comodín) de la Liga Nacional. Fueron eliminados en la Serie Divisional de la Liga Nacional por el que sería el campeón de la Serie Mundial: los Filis de Filadelfia.
El 23 de septiembre de 2011, los Cerveceros de Milwaukee ganaron su primer título divisional en 29 años. Ganaron la Serie Divisional de la Liga Nacional en cinco juegos contra los Diamondsbacks (Coralillos o Cascabeles) de Arizona, pero perdieron la final por el título de la Liga Nacional y su eventual participación en la Serie Mundial, ante los Cardenales de San Luis en seis juegos.

## Logos y uniformes del equipo: 1970-1977
El uniforme original de los Cerveceros, se originó de los Pilotos de Seattle. Cuando se dio la aprobación para mudarse a Milwaukee que fue unas cuantas semanas antes del inicio de la temporada, no había tiempo para ordenar uniformes. Selig tenía originalmente planeado cambiar los colores de los Cerveceros con el azul marino y el rojo, en honor de las liga menor de la Asociación Americana de los Cerveceros de Milwaukee, pero fue forzado simplemente a cambiar el nombre de "Pilotos" en el uniforme azul y oro, por el nombre de "BREWERS" (CERVECEROS) en el frente. Aun así el logo de los Pilotos seguía siendo visible. El uniforme recordaba los días del equipo de los Pilotos. Se había sugerido una versión de los Bravos de Milwaukee con el color azul y amarillo. Finalmente, se decidió que los colores del equipo fueran azul y oro, los cuales permanecen hasta el momento actual.
Los Cerveceros por fin tuvieron su uniforme en 1971. Este fue esencialmente el mismo utilizado en 1970 pero con azul y oro sobre brazos y en collar. En 1972, los Cerveceros entraron a la era de dobles color completo en sus uniformes: franela blanca con el nombre de "CERVECEROS" en el frente y vivos azul y amarillo, en brazos, nuca, espalda y parte de los pants. Este fue el uniforme que Hank Aaron vistió con el club al final de sus temporadas y para Robin Yount fue el primero. Durante este período, el logo del club fue "Beer Barrel Man" (Hombre del barril de cerveza) logo que había sido utilizado previamente en la Liga Menor de los Cerveceros desde la década de 1940.

### 1978-1993
Los Cerveceros mostraron nuevos uniformes para la temporada de 1978. Los uniformes mostraban un color azul intenso en cuello y brazos. En gira, los uniformes eran de color azul pálido, por primera vez, tenían el nombre de la ciudad: "MILWAUKEE" a nivel del pecho y dirigidos hacia arriba. Esta temporada fue la introducción del logo que definía al club: "M" y "B" en el guante de béisbol. El logo fue diseñado por Tom Meindel, un estudiante de historia del arte en la Universidad de Wisconsin-Eau Claire. La gorra de casa era de un color azul intenso y en gira era de color azul con amarillo frontal. Posteriormente tuvieron un panel blanco. El club conservó estos colores hasta la temporada de 1982. Solo se realizaron cambios menores hasta 1990. El color del uniforme de gira, cambios a gris en 1985, mientras que el azul-amarillo-azul en la gorra, fue abandonado al año siguiente, con un color blanco frontal.
En 1990, los Cerveceros hicieron una modificación importante en sus uniformes, con jersey con botones inferiores (el último equipo de la Liga Americana en hacerlo). Los uniformes individuales mostraban otros cambios. En casa el azul fue colocado en las letras ("CERVECEROS") BREWERS las cuales tuvieron una escritura versión script similar al mismo tipo de escritura utilizada en los uniformes de gira, con cambios del azul-amarillo-azul y azul-blanco-amarillo.

### 1994-1999
En 1994, celebrando los 25 años de béisbol de los Cerveceros, el equipo tuvo cambios radicales en sus uniformes. Se creó un guante de béisbol con una pelota al cual se le hicieron cambios, siendo reemplazado por una "M" y "B" estilizada y un par de bates cruzados teniendo a espaldas el diamante del parque. El azul real fue cambiado al azul marino, mientras que el amarillo fue cambiado al oro. Un verde bosque fue agregado como tercer color. Los jerséis mostraban efectos retro alrededor del collar, botones y brazos, algo muy popular en la década de 1990s. Los uniformes tenían el mismo estilo de letras y un nuevo logo en la gorra con las letras estilizadas de "BREWERS" (CERVECEROS) y el letrero "MILWAUKEE" de color gris en la gira. Para ese tiempo, un nuevo jerséis alternativo fue introducido. Este era de color azul marino con el letrero "BREWERS" (CERVECEROS), en el frente y el logo de Brewers en el lado izquierdo en su parte baja. Estos uniformes fueron también los primeros en la historia de la franquicia en tener el nombre de los jugadores en la espalda. La gorra de casa fue completamente azul marino mientras que la gorra de gira fue de color azul marino y en su parte superior el color verde bosque.
En 1997, los uniformes fueron modificados, cuando el logo principal de las gorras, fue reemplazado con una "M" y el jersey alternativo fue retirado. Todas las gorras azules se utilizan en casa junto con los uniformes, mientras que las gorras que tenían el color verde, fueron cambiadas al azul marino.

### 2000 al momento actual y la moda Retro
El inicio de la temporada del año 2000, coincidió con la inauguración anticipada del Miller Park. por lo cual los Cerveceros cambiaron sus uniformes otra vez. El letrero frontal con letras en bloque, fue reemplazado por "Brewers" con letra script flotante. El verde fue retirado como tercer color. El logo de la gorra, fue una "M" script, similar al logo del Miller Park, con un desplazamiento hacia la izquierda que simbolizada los fabricantes de cerveza de Milwaukee. El uniforme de casa, mostraba cambios importantes como el logo de la gorra que tenía un color oro detrás del estado de Wisconsin, donde se mostraban los Cerveceros. Los uniformes de gira fueron de color gris y mostraban el mismo letrero en script: "Brewers" en el frente y en su parte izquierda letra en script: "Milwaukee". Tuvieron también un uniforme alternativo con un jersey de color azul marino que tenían el mismo detalle que los jersey de casa.
Con este tipo de uniformes, se hizo la apertura del Miller Park. El Big Blue había colapsado en julio de 1999 con el costo de las vidas de tres trabajadores y daños del lado de la primera base del estadio, adelantando la inauguración del Miller Park por un año, por lo tanto los uniformes debutaron en el Milwaukee Country Stadium a finales del año.
En el año 2005, los Cerveceros introdujeron los Retro Sundays (domingos retro), mostrando los Cerveceros los uniformes con el logo de la "bola en el guante". Estos uniformes son similares a los uniformes utilizados de 1978 a 1989, pero con alguna modificación reciente, como los botones insertados en los jerséis, nombres de los jugadores en la espalda y el logo de la "bola en el guante", en el lado izquierdo. En el año 2007, los días retro fueron cambiados de domingo a viernes, aunque podían usar fuera de estos días uniformes retro cuando el pitcher inicialista lo deseara. En el 2010, los Cerveceros debutaron un nuevo jersey alternativo para la gira el cual al igual que otros jerséis, es de color azul marino, con la palabra escrita en el frente en scrip de "Milwaukee". En el año 2013, un jersey alternativo en color oro con el título en el frente de "Brewers" fue añadido.
Durante el fin de la temporada del 2013, los fanáticos decidieron elegir el uniforme del equipo que utilizaría en casa. Fueron tres finalistas dando oportunidad a los fanáticos de votar mediante sitio web de los Cerveceros. El uniforme ganador fue diseñado por Ben Peters de Richfield, Minnesota el cual recibió la invitación de asistir a dos juegos de primavera como invitado.

## Detalles de la Serie Mundial de 1982
- Los Cardenales habían eliminado a los Bravos de Atlanta, por barrida, en tres juegos. Pero los Cerveceros necesitaron cinco juegos para salir de los Angelinos de California.
- Robin Yount shortstop de los Cerveceros, fue el primero en coleccionar cuatro incogibles en cada uno de los dos juegos de una misma Serie Mundial. En el quinto juego despachó jonrón, doble y dos sencillos en cuatro turnos.
- El segunda base de los Cerveceros, Jim Gatner, impuso el récord de cinco errores en una Serie.
- Los latinoamericanos en esta Serie: Joaquín Andújar, Julio González y David Green con San Luis y con Milwaukee Benjamín Oglivie y Edgardo Romero.
- El Más Valioso de la Serie fue Darrell Porter, de los Cardenales de San Luis, quién bateó para .286, un jonrón, cinco impulsadas y como receptor tuvo un afortunado octubre.
- El club de Milwaukee, le llamaban Harvey's Wallbangers, en alusión al nombre del mánager Harvey Kuenn, quién por cierto utilizaba una prótesis en la pierna izquierda y que años más tarde fallecería por un tumor cerebral maligno.

## Reconocimientos: MVP, Cy Young y Novatos del año
Tres Cerveceros han sido ganadores del MVP (Jugador Más Valioso) durante su carrera con este equipo. Cuando estuvieron en la Liga Americana, Rollie Fingers pitcher relevista, obtuvo el premio en el año 1981 y Robin Yount shortstop recibió el honor en el año 1982 y en 1989. Ryan Braun ganó el MVP pero de la Liga Nacional en el año 2011. Dos pitchers han ganado el trofeo Cy Young que se otorga al mejor pitcher. En la Liga Americana en 1981, lo ganó Rollie Fingers, extraordinario pitcher relevista que llegó a tener el récord de juegos salvados, récord que actualmente pertenece a Mariano Rivera y Pete Vucovich pitcher abridor el cual lo ganó en el año 1982. Dos jugadores han sido nombrados Novatos del Año: Pat Lisach quién ganó el reconocimiento en el año 1992 por la Liga Americana y Ryan Braun quién lo ganó por la Liga Nacional en el año 2007, cuando los Cerveceros pasaron a pertenecer a la Liga Nacional.

## Jugadores

### Números retirados
Son cinco los números retirados por los Cerveceros, dando el número 50 como un lugar en el Círculo de Honor de los Cerveceros para Bob Uecker el dual tiene medio siglo en el béisbol. El número 17 está fuera de circulación desde el retiro de Jim Gantner en 1992. La única vez que fue utilizado después de 1992 fue de 1996 a 1997, cuando él regresó como entrenador de la primera base. El número 28 no ha sido reutilizado desde el año 2011 cuando Prince Fielder dejó al equipo.

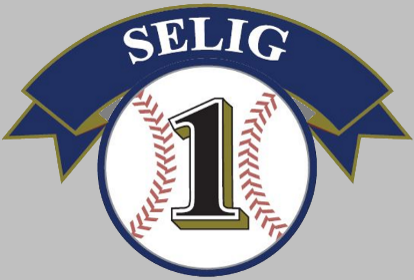
Bud Selig (Propietario). Retirado el 6 de abril de 2015.
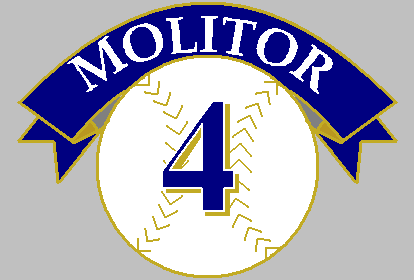
Paul Molitor (3B y DH). Retirado el 11 de junio de 1999.
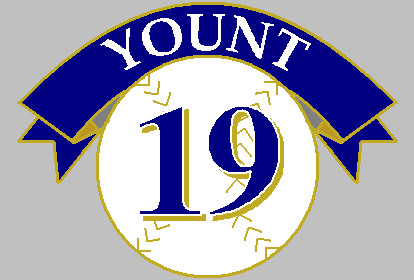
Robin Yount (SS, CF y E). Retirado el 29 de mayo de 1994.
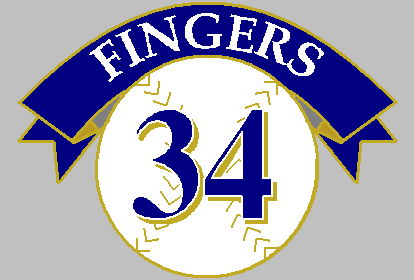
Rollie Fingers (P). Retirado el 9 de agosto de 1992.
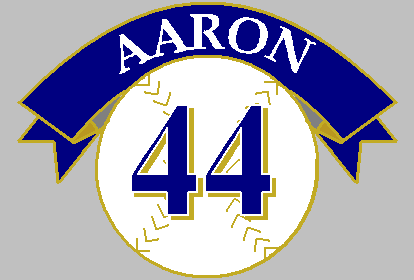
Hank Aaron (RF y DH). Retirado el 3 de octubre de 1976.
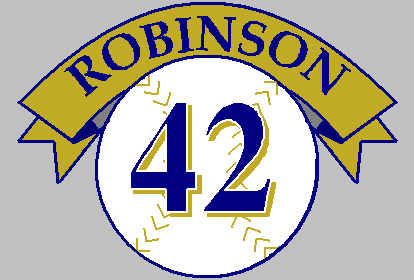
Jackie Robinson (2B). Retirado por acuerdo de las Ligas Mayores el 15 de abril de 1997, a los cincuenta años de haber debutado como el primer jugador de raza negra.

### Miembros del Salón de la Fama
Los siguientes jugadores de los Cerveceros fueron elegidos para el Salón de la Fama del Béisbol, alguno de ellos jugaron toda su carrera con el equipo y otros la terminaron aquí.
- Hank Aaron
- Rollie Fingers
- Paul Molitor
- Don Sutton
- Robin Yount

No hay ningún jugador, mánager o ejecutivo con este equipo que haya jugado con los Pilotos de Seattle y que fuera elegido para el Salón de la Fama.

## Líderes de la franquicia por temporada
- Carreras: Paul Molitor con 136 en la temporada 1982.
- Hits: Cecil Cooper con 219 en la temporada 1980.
- Jonrones: Prince Fielder con 50 en la temporada 2007.
- Carreras producidas: Prince Fielder con 141 en la temporada 2009.
- Bases robadas: Tommy Harper con 73 en la temporada 1969 (Pilotos de Seattle).
- Juegos ganados: Mike Caldwell con 22 en la temporada 1978.
- Promedio de carreras limpias: Mike Caldwell con 2.36 en la temporada 1978.
- Juegos salvados: John Axford con 46 en la temporada 2011.
- Ponches: Ben Sheets con 264 en la temporada 2004.

## Mánagers
A través de las 46 temporadas que han jugado, los Cerveceros de Milwaukee han tenido a 18 mánager. El mánager actual es desde la temporada 2024, Pat Murphy.

## Palmarés
- Banderines de la Liga Americana (1): 1982.

- Subcampeón Serie Mundial (1): 1982.

- División Central NL (5): 2011, 2018, 2021, 2023, 2024.

- División Este AL (1): 1982.